# كاكويه تاناكا
كاكويه تاناكا (باليابانية: 田中 角栄 تاناكا كاكويه) (4 مايو 1918 - 16 ديسمبر 1993) كان سياسيًا يابانيًا شغل منصب رئيس الوزراء الياباني الخامس والستين.

## روابط خارجية
- كاكويه تاناكا على موقع الموسوعة البريطانية (الإنجليزية)
- كاكويه تاناكا على موقع مونزينجر (الألمانية)